# Équitation aux Jeux olympiques d'été de 1964
Navigation
Rome 1960 Mexico 1968
Les épreuves d'équitation aux Jeux olympiques d'été de 1964 à Tokyo étaient le saut d'obstacles, le dressage et le concours complet, disputées à titre individuel et par équipe.

## Transport des chevaux
Ces Jeux Olympiques ont été les premiers à se dérouler en Asie. Ce ne sont que les deuxièmes Jeux olympiques, après Los Angeles en 1932, pour lesquels la plupart des chevaux durent voyager à travers le monde. Contrairement à 1932, alors que seules six nations étaient représentées, 116 coureurs de 20 pays étaient en compétition à Tokyo. 
La plupart des chevaux sont venus en avion, malheureusement trois ont dû être euthanasiés. L'US Eventer Markham a paniqué au départ de Newark. Le Chili a perdu un cheval de saut d'obstacles sur le chemin vers Tokyo après une crise cardiaque, et un cheval argentin a dû être euthanasié lors du vol de retour. L’équipe allemande a quitté Amsterdam le 28 septembre à midi et est arrivée après une escale à Anchorage en Alaska, le 29 septembre à 15 heures. Depuis l’aéroport de Tokyo, après une période de quarantaine à Yokohama, le cheval Eventing a effectué un trajet de cinq heures sur la route menant à Karuizawa, où la compétition devait commencer deux semaines plus tard. Les chevaux soviétiques sont venus par mer et ont été pris dans un typhon.

## Relations entre le CIO et la FEI
Les relations entre le CIO et la FEI, qui s'étaient tendues après le scandale des jugements de 1956, s'étaient apaisées. Mais des questions posant problème subsistaient , notamment concernant les militaires. En novembre 1963, le président du CIO, Avery Brundage, avait écrit à toutes les fédérations internationales pour les informer de la décision selon laquelle les militaires ne pouvaient être dispensés de leurs fonctions ordinaires que pendant trois jours pour se préparer aux Jeux olympiques. Il a même été suggéré que les officiers soient totalement exclus des Jeux. 
Le CIO a également insisté sur le fait qu'une médaille devait correspondre à un effort. Ce n’était pas un problème pour le dressage, le Grand Prix déterminait les médailles par équipe et le Grand Prix Spécial les médailles individuelles, pas plus que pour le saut d'obstacles, où deux compétitions distinctes avaient eu lieu depuis Rome en 1960. Une solution dut être trouvée pour le concours complet.

## Participation
21 nations prirent part aux épreuves équestresː Argentine, Australie, Brésil, Canada, Chili, France, République fédérale d'Allemagne (RFA), Grande-Bretagne, République démocratique allemande (RDA), Irlande, Italie, Japon, Corée, Mexique, Nouvelle-Zélande, Portugal, Union soviétique , Espagne, Suède, Suisse, États-Unis) . Quatre nations avaient des équipes complètes dans les trois disciplines: le Japon, l’Allemagne, l’Union soviétique et les États-Unis. 116 couples participèrent aux diverses épreuves, 46 en saut d'obstacles, 22 en dressage, 48 en concours complet.

## Saut d'obstacles
Le parcours, difficile mais sans piège, était couru sur une distance de 780 mètres. Il avait été conçu par Shunzo Kido, cavalier olympique de 1928 et 1932, qui avait assisté à de nombreuses épreuves en Europe au préalable pour se former. Il y avait 14 obstacles nécessitant 17 efforts. Les principaux obstacles étaient situés à la fin: l'avant-dernier, une rivière de 5m, puis, après un virage à gauche, un oxer de 1,45 x 1,50 x 1,85m. Seuls six couples ont sauté la rivière sans faute dans les deux manches et seuls trois couples ont sauté l’oxer deux fois sans faute. La pluie était tombée pendant des jours ce qui avait rendu le sol très profond et souple, mais heureusement non glissant.
Comme en 1960, les Allemands avaient à nouveau décidé de former une équipe unifiée. Alors que pour le concours complet, ils choisirent deux cavaliers de l’ouest et deux de l’est, il firent une sélection en saut d'obstacles dont le résultat fut défavorable à la République démocratique allemande.
Pour la première fois, un ancien champion olympique de saut d'obstacles a réitéré sa performance. Pierre Jonquères d’Oriola, âgé de quarante-quatre ans, champion en 1952 avec Ali Baba, a remporté la victoire avec Lutteur B, neuf ans, un fils de Furioso.

## Dressage
La grande inquiétude lors des préparatifs de la compétition de dressage olympique était de savoir s'il y aurait six équipes pour garantir une compétition par équipe comme l'exigeait le CIO. L'Allemagne, la Suisse et l'Union soviétique étaient certaines de pouvoir constituer une équipe. On pouvait compter sur les États-Unis et le Japon pour tout mettre en œuvre pour préparer trois cavaliers et chevaux. Seule la Suède pouvait envisager de constituer une sixième équipe, mais après le départ à la retraite de leurs piliers Persson et Boltenstern, et après le grave accident de voiture d’Henri St-Cyr, il paraissait difficile de former trois couples qui justifieraient des coûts élevés du voyage au Japon. Ils y parvinrent.
Trois anciens compétiteurs olympiques de 1936 ont jugé avec discernement la compétition: Frantisek Jandl, Gustaf Nyblaeus et Georges Margot. Le programme du Grand Prix était de 12 min 30 s; le Grand Prix Spécial était de 6min 30s. Dans le Grand Prix, les scores étaient annoncés après chaque reprise. Le Grand Prix Spécial a été filmé puis réexaminé par les juges. Les participants, la presse et le public durent attendre deux heures avant que les résultats finaux soient annoncés.
La victoire du multimédaillé en championnats Henri Chammartin pour la Suisse était méritée. Son cheval Woerman, âgé de 13 ans et de nationalité suédoise, était venu comme cheval de réserve de son compagnon d'écurie et champion d'Europe en titre, Wolfdietrich, qui était boiteux à Tokyo.

## Concours complet
Le concours complet eut lieu sur le site de Karuizawa, ville de villégiature à 150 km au nord-ouest de Tokyo, à une altitude de 1 000 m, dominé par un volcan en activité, l’Asama. Le jour des preuves d'endurance, le temps était froid avec de fortes pluies et du brouillard. Le parcours de cross-country, avec ses 31 obstacles, était simple et fut critiqué pour son manque de difficultés pour une épreuve olympique.
Les épreuves d’endurance étaient les suivantes : A. 6 000 m, 240 m / min ; B. 3 600 m, 600 m / min ; C. 13 920, 240 m / min ; D. 7 200 m, 450 m / min ; E. 1 980 m, 330 m / min.
Dans la compétition par équipes, l'Italie, avec ses chevaux irlandais, était en tête après la journée d'endurance, devant l'Allemagne et les États-Unis. Ils ont conservé l'or, mais les États-Unis ont dépassé l'Allemagne pour remporter l'argent.
Pour la première fois, une femme a participé à une épreuve olympique de concours complet, Lana du Pont, pour les États-Unis. Vingt-sept ans plus tard, en tant que Mme Wright, elle a remporté une médaille d'or par équipe au Championnat du monde automobile à Paris.

## Tableau des médailles
| Rang | Pays                       | Médaille d'or | Médaille d'argent | Médaille de bronze | Total |
| 1    | Équipe unifiée d'Allemagne | 2             | 2                 | 2                  | 6     |
| 2    | Italie                     | 2             | 0                 | 1                  | 3     |
| 3    | France                     | 1             | 1                 | 0                  | 2     |
| 3    | Suisse                     | 1             | 1                 | 0                  | 2     |
| 5    | Argentine                  | 0             | 1                 | 0                  | 1     |
| 5    | États-Unis                 | 0             | 1                 | 0                  | 1     |
| 7    | Union soviétique           | 0             | 0                 | 2                  | 2     |
| 8    | Royaume-Uni                | 0             | 0                 | 1                  | 1     |

## Résultats
| Épreuve                     | Or                                                   | Argent                                               | Bronze                                             |
| Dressage individuel         | Henri Chammartin et Wörmann.                         | Harry Boldt et Remus.                                | Sergey Filatov et Absent.                          |
| Dressage par équipe         | Harry Boldt Reiner Klimke Josef Neckermann           | Henri Chammartin Gustav Fischer Marianne Gossweiler  | Sergey Filatov Ivan Kizimov Ivan Kalita            |
| Concours complet individuel | Mauro Checcoli et Surbean.                           | Carlos Moratorio et Chalán.                          | Fritz Ligges et Donkosak.                          |
| Concours complet par équipe | Giuseppe Ravano Paolo Angioni Mauro Checcoli         | John Michael Plumb Kevin Freeman Michael Page        | Gerhard Schulz Horst Karsten Fritz Ligges          |
| Saut d'obstacles individuel | Pierre Jonquères d'Oriola et Lutteur B.              | Hermann Schridde et Dozen II.                        | Peter Robeson et Firecrest.                        |
| Saut d'obstacles par équipe | Hermann Schridde Kurt Jarasinski Hans Günter Winkler | Pierre Jonquères d'Oriola Janou Lefèbvre Guy Lefrant | Piero D'Inzeo Raimondo D'Inzeo Graziano Mancinelli |